# Josef Hellmesberger Jr.
Josef Hellmesberger Jr. (9 de abril de 1855 - 26 de abril de 1907) foi um maestro, compositor e violinista austríaco.

## Vida
Hellmesberger foi o filho do violinista, maestro e compositor Josef Hellmesberger, Pai (1828 - 1893), que foi seu primeiro professor. Ele pertence a uma família de notáveis músicos, incluindo: Georg Hellmesberger, Pai (1800 - 1873), Georg Hellmesberger Jr. (1830 - 1852) e Ferdinand Hellmesberger (1863 - 1940).
Em 1875 Hellmesberger tornou-se membro do Quarteto Hellmesberger, e em 1887 ele tornou-se o líder. Em 1878 Hellmesberger tornou-se o violinista solista da Capela da Corte de Viena e professor do Conservatório de Viena.
Em 1890 ele foi o primeiro hofkapellmeister da Ópera da Corte de Viena, e de 1901 até 1903 ele foi o principal maestro da Filarmônica de Viena. De 1904 até 1905 ele foi o kapellmeister do Stuttgarter Hoftheater.
Hellmesberger morreu em Viena aos 52 anos.

## Obras
Ele criou 22 operetas, 6 balés, danças e canções.
| Obras de Joseph Hellmesberger junior | Obras de Joseph Hellmesberger junior                                      | Obras de Joseph Hellmesberger junior                                           |
| ------------------------------------ | ------------------------------------------------------------------------- | ------------------------------------------------------------------------------ |
| 1879                                 | Música histórica para a celebração das bodas de prata de Francisco José I | Música histórica para a celebração das bodas de prata de Francisco José I      |
| 1880                                 | Der Graf von Gleichen                                                     | opereta                                                                        |
| 1880                                 | Kapitän Ahlström                                                          | opereta                                                                        |
| 1881                                 | Der Rattenfänger von Hameln                                               | música incidental para o Ringtheater                                           |
| 1884                                 | Harlekin als Elektriker                                                   | balé                                                                           |
| 1886                                 | Der schöne Kurfürst                                                       | opereta                                                                        |
| 1886                                 | Fata Morgana                                                              | ópera                                                                          |
| 1887                                 | Die verwandelte Katze                                                     | balé                                                                           |
| 1887                                 | Rikiki                                                                    | opereta                                                                        |
| 1889                                 | Das Orakel                                                                | opereta                                                                        |
| 1890                                 | Der bleiche Gast                                                          | opereta                                                                        |
| 1890                                 | Meißner Porzellan                                                         | balé                                                                           |
| 1891                                 | Das Licht                                                                 | balé                                                                           |
| 1892                                 | Vater Radetzky                                                            | festival por ocasião da inauguração do Monumento Radetzky, 24 de abril de 1892 |
| 1893                                 | Die fünf Sinne                                                            | balé                                                                           |
| 1895                                 | Die Doppelhochzeit                                                        | opereta                                                                        |
| 1902                                 | Der Wunderkaftan                                                          | opereta                                                                        |
| 1902                                 | Die Perle von Iberien                                                     | balé                                                                           |
| 1904                                 | Das Veilchenmädel                                                         | opereta                                                                        |
| 1904                                 | Die Eisjungfrau                                                           | opereta                                                                        |
| 1905                                 | Wien bei Nacht                                                            | opereta                                                                        |
| 1905                                 | Die schöne Liedersängerin                                                 | opereta                                                                        |
| 1906                                 | Triumph des Weibes                                                        | opereta                                                                        |
| 1906                                 | Die drei Engel                                                            | opereta                                                                        |
| 1906                                 | Mutzi                                                                     | opereta                                                                        |
| 1909                                 | Der letzte Fasching                                                       | opereta                                                                        |
| 1911                                 | Der Veilchenkavalier                                                      | opereta                                                                        |
| 1934                                 | Wiener G'schichten                                                        | singspiel, editado por O. Jascha                                               |
| 1880                                 | Die Schmauswaberl                                                         | opereta                                                                        |
| 1882                                 | Drei Schwarzmäntel                                                        | opereta                                                                        |
| póstumo                              | Der Schusterkönig                                                         | opereta                                                                        |
| póstumo                              | Nachtfalter                                                               | opereta                                                                        |
| póstumo                              | Die beiden Mazzi                                                          | opereta                                                                        |

### Outras obras
- Danse Diabolique
- Auf Wiener Art (polca française)
- Kleiner Anzeiger (polca rápida)
- Unter vier Augen (polca)
- Valse Espagnol
- Valse Lento
- Elfenreigen
- Fur die ganze Welt (valsa)
- Leichtfüssig (polca rápida)
- Vielliebchen (polca)
- Gavotte
- Wiener Couplet Quadrille
- Dança cigana da música de balé Die Perle von Iberien